# فهرست قنات‌های شهرستان نمین
جدول زیر براساس آمار وزارت جهاد کشاورزی تهیه شده‌است. فهرست زیر قنات‌های شهرستان نمین در استان اردبیل را نشان می‌دهد.
| نام قنات      | موقعیت                       | نزدیک‌ترین روستا | طول قنات (متر) | تعداد میله چاه | عمق مادر چاه | دبی (لیتر بر ثانیه) | سطح زیر کشت (هکتار) |
| ------------- | ---------------------------- | --------------- | -------------- | -------------- | ------------ | ------------------- | ------------------- |
| بویاخچیلو     | بخشی نامعلوم در شهرستان نمین | بویاخچیلو       | ۵۰۰            | ۲۵             | ۱۲           | ۳                   | ۲۰۰                 |
| دوشان بلاغی   | بخشی نامعلوم در شهرستان نمین | دوشان بلاغی     | ۴۰۰            | ۲۱             | ۱۰           | ۴                   | ۲۵۰                 |
| صالح قشلاق    | بخش مرکزی شهرستان نمین       | صالح قشلاق      | ۶۰۰            | ۲۷             | ۶۰           | ۱۶٫۵                | ۱۵۰                 |
| لورن          | بخشی نامعلوم در شهرستان نمین | لورن            | ۶۰۰            | ۲۶             | ۱۰           | ۴                   | ۵۰                  |
| کلان درق سفلی | بخش مرکزی شهرستان نمین       | کلان درق سفلی   | ۵۰۰            | ۲۵             | ۹            | ۴                   | ۲۰۰                 |
| شاوات         | بخش مرکزی شهرستان نمین       | یزن آباد        | ۶۰۰            | ۱۲             | ۸            | ۳                   | ۲۰۰                 |